# Heteroconger congroides
Heteroconger congroides är en fiskart som först beskrevs av D'ancona 1928.  Heteroconger congroides ingår i släktet Heteroconger och familjen havsålar. Inga underarter finns listade i Catalogue of Life.